# Serrat de les Ginebres
El Serrat de les Ginebres és una serra situada al municipi de la Vall de Bianya a la comarca de la Garrotxa, amb una elevació màxima de 1.223 metres.